# هونشو
هونشو (باليابانية:本州) جزيرة يابانية تضم الكثير من المحافظات والمدن اليابانية المهمة، ومنها العاصمة طوكيو. وتعد من أكبر الجزر في اليابان، وتعرف تاريخيًا باسم كيتسوشيما. وهي أكبر الجزر الأربع الرئيسة في اليابان، وسابع أكبر جزيرة في العالم، والجزيرة الثانية الأكثر اكتظاظًا بالسكان في العالم بعد جزيرة جاوة الإندونيسية. تمتد من جنوب هوكايدو عبر مضيق تسوغورو، إلى الشمال من منطقة شيكوكو عبر البحار الداخلية، والشمال الشرقي من منطقة كيوشو عبر مضيق كانمون. 

## المساحة
طول الجزيرة يبلغ حوالي 1300 كيلومتر ويتراوح عرضها من 50 إلى 230 كيلومترا، والمساحة الإجمالية هي 230500 كيلومتر مربع، أي حوالي 60 ٪ من المساحة الكلية لليابان. وهي أكبر من جزيرة بريطانيا العظمى، وأكبر قليلا من ولاية مينيسوتا الأمريكية. تشرف هونشو على 5.450 كيلومتر من السواحل البحرية.

## الجغرافيا
تمتاز هونشو بطبيعة جبلية وبركانية، وتعاني من كثرة الزلازل (تسبب زلزال كانتو العظيم بأضرار جسيمة في طوكيو في سبتمبر 1923). تمر سلاسل جبال عبر الجزيرة كاملة والتي من أشهرها جبل فوجي وجبال الألب اليابانية. وهناك العديد من الأنهار المعروفة بسرعة جريانها، منها نهر شينانو، أطول أنهار اليابان. والمناخ معتدل، ولكن هناك فارق ملحوظ بين الشرق أو الجنوب (المحيط الهادئ على ساحل البحر أو على اليابسة (الجانب، والغربي أو الشمالي (ساحل بحر اليابان).

## السكان والاقتصاد
ويبلغ عدد سكانها 98,352,000 (حسب تعداد سنة 1990؛ في عام 1975 كان 89101702)، ويتركز معظمهم في المناطق المنخفضة القابلة للسكن، ولا سيما في سهل كانتو kantō حيث يعيش 25 ٪ من مجموع السكان في منطقة طوكيو الكبرى، التي تشمل طوكيو ويوكوهاما، كاوازاكي، مدن سايتاما وتشيبا. معظم النشاط الاقتصادي في  هونشو هو النشاط الصناعي ويقع على طول حزام يمتد من طوكيو على امتداد شريط المدن الساحلية الجنوبية في هونشو، وتشمل كيوتو، أوساكا، ناغويا، كوبي، وهيروشيما.
يعتمد الاقتصاد على طول الساحل الشمالي الغربي من بحر اليابان إلى حد كبير الصيد والزراعة؛ وتشتهر نيجاتا كأبرز منتج للأرز. وتنتج سهول كانتو ونوبي الأرز والخضار. وتعدّ ياماناشي المنتج الأول للفواكه، وتشتهر أوموري بزراعة التفاح.
وتعدّ كيوتو، ونارا، وكاماكورا مراكز مرموقة على المستوى التاريخي.

## التقسيم الإداري
الجزيرة رسمياً مقسمة إلى 5 مناطق وتشمل 34 محافظة، بما فيها العاصمة طوكيو. المناطق هي chūgoku (الغربية)، كانساي (جنوب شرق شوغوكو)، شوبو (وسط)، كانتو (الشرقية)، وتوهوكو (شمال).

### المناطق
منطقة تشوغوكو -- هيروشيما - كين، أوكاياما - كين، شيماني - كين، توتوري - كين، ياماغوتشي - كين.
منطقة كانساي -- هيوغو - كين، كيوتو - فو، ميه - كين، نارا - كين، أوساكا - فو، شيغا - كين، واكاياما - كين.
منطقة تشوبو -- ايشي - كين، فوكوي - كين، جيفو - كين، ايشيكاوا - كين، ناغانو - كين، نييغاتا - كين، توياما - كين، شيزوكا - كين، ياماناشي - كين.
منطقة كانتو -- تشيبا - كين، غونما - كين، إيباراكي - كين، كاناغاوا - كن، سايتاما - كين، توشيغي - كين، طوكيو - ل.
منطقة توهوكو -- اكيتا - كين، اوموري - كين، فوكوشيما - كين، إيواتى - كين، مياجي - كين، ياماغاتا - كين.

## نظام الجسور
ترتبط هونشو بجزر هوكايدو، وكيوشو وشيكوكو عن طريق أنفاق أو جسور. حيث تم بناء ثلاثة نظم جديدة للجسور عبر الجزر من البحر بين هونشو الداخلية ومنطقة شيكوكو والجسور هي: (أكاشي - كايكو أوناروتو؛ شين - أنوميشي، إينوشيما، إيكوتشي، تاتارا، أوهميشيما، هاكاتا - أوهشيما، وكوروشيما - كايكيو؛ شيموتسوي - سيتو، هيتسويشيجيما، إيواكروجيما، يوشيما كيتا بيسان - سيتو، ومينامي بيسان - سيتو)، ونفق شيكان يربط هونشو مع هوكايدو.